# Itxaso Gil Iglesias
Itxaso Gil Iglesias   (Santurtzi, 25 de juliol de 1995) és una actriu de cinema, teatre i televisió basca.
És la vocalista del grup de música Aldats.
Va estudiar al col·legi Bihotz Gaztea Ikastola de Santurtzi (País Basc). Va estudiar el batxillerat (artístic-escènic) a l'IES Ibarrekolanda BHI de Bilbao. Va estudiar art dramàtic al Laboratori William Layton de Madrid (2014-2017). Actualment estudia tècnic superior en integració social.
Des del 2023 és la professora del taller de teatre feminista de Santurtzi.

## Filmografia

### Televisió
- 2024, Zeru Ahoak, ETB 1 (dir. Koldo Almandoz)
- 2006, Egin Kantu!, ETB 1

### Cinema
- 2021, Maixabel, zuz. Icíar Bollaín
- 2021, Txoriak Txori (curtmetratge), dir. Nitya López
- 2021, El Peregrino (curtmetratge), dir. Andres Benzal
- 2016, Tierra de antígona (curtmetratge), dir. Leyre Juan
- 2014, Podríamos morir mañana (curtmetratge), dir. Iñigo Cobo

### Teatre
- 2024, Esta tarde en Mentxaka, dir. Iñigo Cobo[5]
- 2024, Eros, dir. Arnatz Puertas (IXO teatroa)
- 2023, Las que fueron silencio, dir. Javier Hernández-Simón / Alberto Iglesias[6][7]
- 2022, Rey Desnudo y Chico Muerto, dir. Iñigo Cobo
- 2019, ¿Qué fue de Ana García?, dir. Borja Ruiz
- 2017, Trato hecho, dir. Álvaro González (IES Príncipe Felipe, Madrid)
- 2017, Todas las escenas hablan de ti, dir. Mar Diez
- 2017, El embrujado, dir. Francisco Vidal
- 2016, Trimonde, dir. Carmen Losa
- 2013, Pater Matris, (IES Ibarrekolanda BHI)
- 2013, El Rey del Merengue, dir. Fernando Valgañón (Teatro Encrucijada)

### Teatre (com a directora)
- 2024, Lebasi, dir. Itxaso Gil[8]
- 2023, Noticias de nadie, dir. Itxaso Gil (Aula d'Empoderament de Santurtzi)[9]

### Dansa
- 2018, Corbeaux, dir. Bouchra Ouizguen (ballarina)[10]

## Premis
- 2014, Premi Buero Vallejo[11][12][13][14]